# Groentje (vlinder)
Het groentje (Callophrys rubi) is een dagvlinder uit de familie Lycaenidae (kleine pages, vuurvlinders en blauwtjes).

## Verspreiding en leefgebied
Het groentje komt algemeen voor in Europa, Noord-Afrika en Oost-Azië op schrale graslanden, heiden en bosgebieden. In Nederland komt de vlinder vooral voor in de oostelijke helft van het land en op de Waddeneilanden. In België is de soort beperkt tot de Kempen en Wallonië in het zuidoosten van het land.

## Kenmerken
Zodra hij landt, vouwt hij zijn vleugels tegen elkaar, waardoor alleen de groene onderkant te zien is en daardoor net op een blaadje lijkt, vooral als hij op de blauwe bosbessenstruik zit. De bovenkant van de vleugels is bruin.

## Leefwijze
De vliegtijd is vanaf eind maart tot begin juli. Er is slechts één generatie per jaar.

## Waardplanten
De waardplanten behoren tot de families Cistaceae, Ericaceae, Leguminosae, Rhamnaceae en Rosaceae.

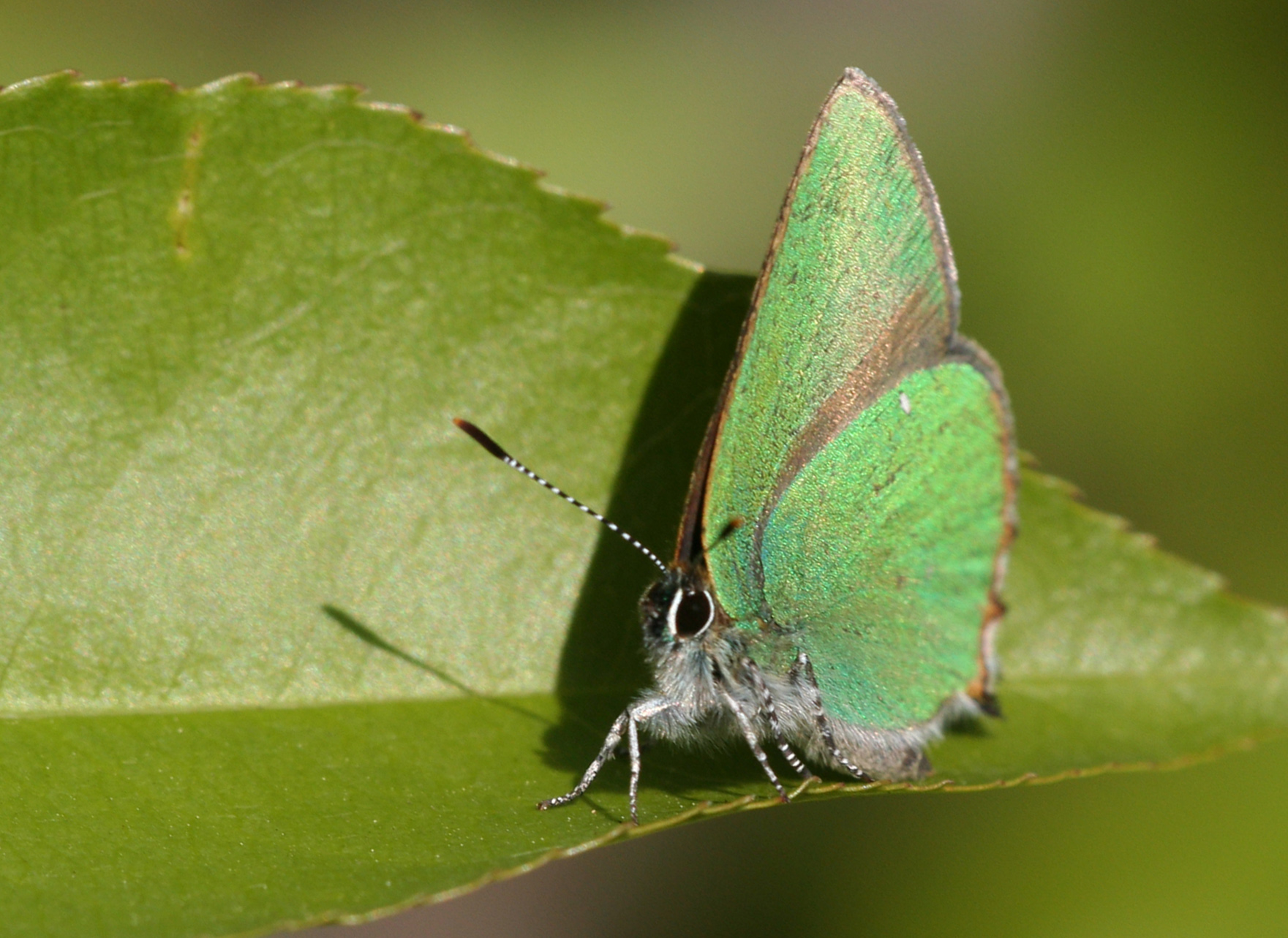
Groentje
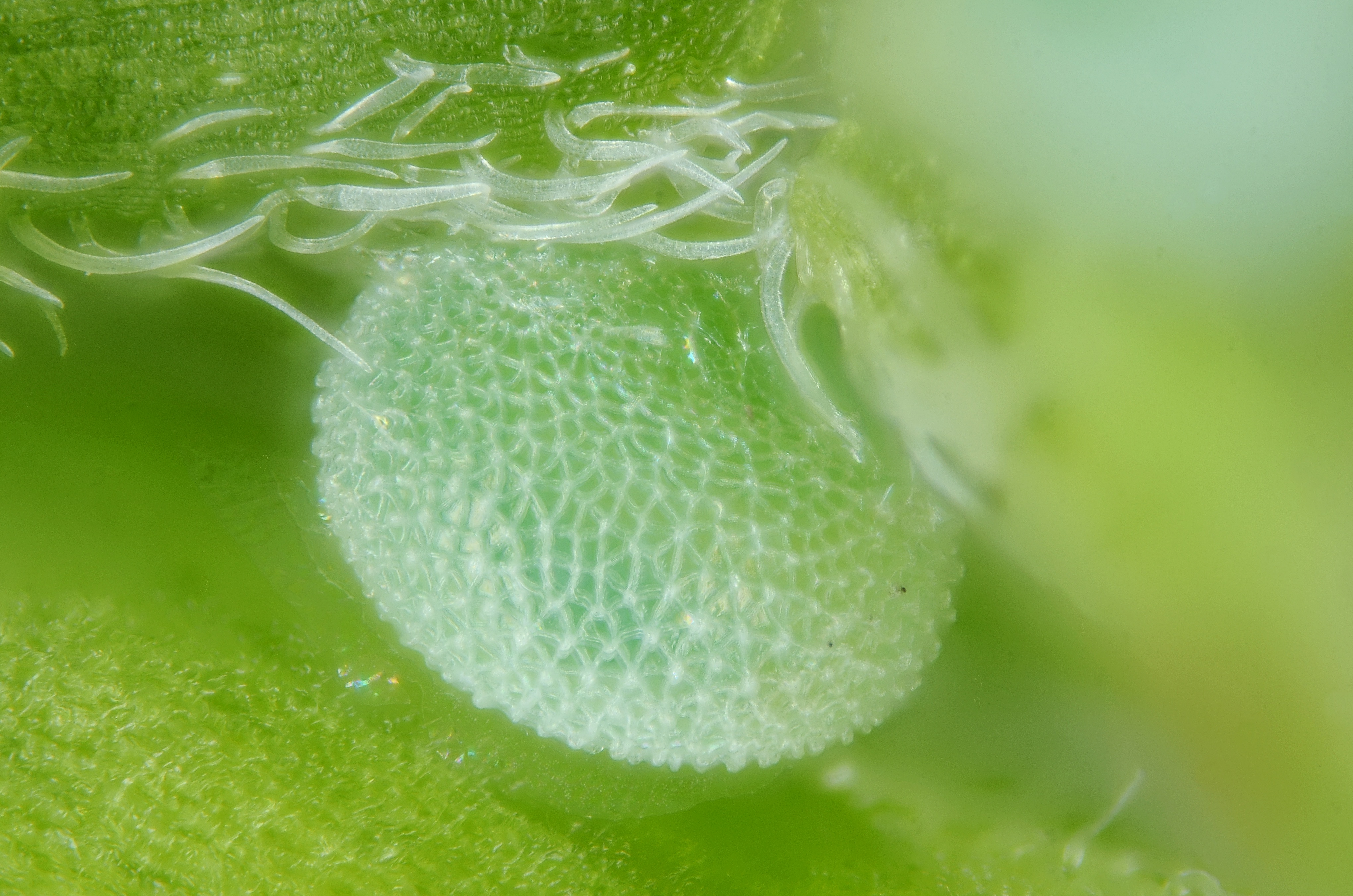
Ei